# Раутенштраух, Адель
Анна Мария Адель Раутенштраух, урожденная Йост (род. 23 февраля 1850 года в Кельне; ум. 30 декабря 1903 года в Нойштрелице) — немецкая благотворительница. Она пожертвовала городу Кёльну унаследованную этнологическую коллекцию своего брата Вильгельма Йоста, которая до сих пор составляет основу музея Раутенштрауха-Йоста.

## Биография
Адель Йост родилась в Кёльне 23 февраля 1850 года в семье Марии Вильгельмины Эдуарды Йост, урожденной Лейден, и производителя сахара Эдуарда Йоста. В 1872 году она вышла замуж за купца Ойгена Раутенштрауха (1842—1900), который продолжил импорт шкур животных, которым занимался ее отец. Супруги Раутенштраухи собирали антикварные и этнологические экспонаты. Младший брат Адели Раутенштраух Вильгельм совершил множество путешествий по миру и таким образом собрал обширную этнологическую коллекцию. После его смерти в Урепарапара в 1898 году его сестра унаследовала необыкновенную коллекцию своего брата, которую она привезла в Кельн. Вместе со своим мужем Ойгеном, который имел право распоряжаться наследством своей жены в соответствии с Гражданским кодексом Германии, 28 июня 1899 года она пожертвовала коллекцию своего брата, которая насчитывала более 3400 экспонатов, городу Кёльну, чтобы сделать ее доступной для общественности и особенно для студентов коммерческого колледжа.
После того, как Ойген Раутенштраух умер 18 мая 1900 года, она пожертвовала капитал на строительство нового этнологического музея, памяти своего мужа 1 августа 1900 года в размере 250 000 рейхсмарок с условием, что новый музей будет носить название музея Раутенштрауха-Йоста. В то же время она создала финансовые условия для работы известного директора музея. Она выплачивала зарплату первому директору музея Вилли Фою десять лет. Незадолго до своей внезапной смерти в декабре 1903 года Адель Раутенштраух объявила, что построит новое здание музея на Убьерринге за свой счет из строительного фонда. Через несколько дней она умерла в Нойштрелице.
После смерти в Мекленбурге Адель Раутенштраух была переведена в Кельн и похоронена на Мелатенском кладбище на так называемой Millionenallee (между HWG и Lit.P).

## Личная жизнь
У пары было трое детей: Теодор Дамиан (1873—1907), владелец дворца Бирлингховен, Мария Эмма Адель Вильгельмин, позже графиня фон Бернсторфф (1876—1945) и Ойген Адольф Вильгельм фон Раутенштраух (1879—1956), партнер в банке Дельбрюк, v. d. Heydt & Co.
Дети построили музей на средства семьи. 12 ноября 1906 года здание музея на Убьерринге, инициированное Адель Раутенштраух, было открыто в присутствии ее сына Ойгена и ее зятя Георга Эрнста фон Бернсторфа.